# Anthophora agama
Anthophora agama là một loài Hymenoptera trong họ Apidae. Loài này được Radoszkowski mô tả khoa học năm 1869.